# Bathmocercus
Bathmocercus is een geslacht van zangvogels uit de familie Cisticolidae.

## Soorten
Het geslacht kent de volgende soorten:
- Bathmocercus cerviniventris – Zwartkapvoszanger
- Bathmocercus rufus – Grijsbuikvoszanger